# 国際藻類・菌類・植物命名規約
国際藻類・菌類・植物命名規約（こくさいそうるい・きんるい・しょくぶつめいめいきやく、英: International Code of Nomenclature for algae, fungi, and plants、ICN）は、国際植物学会議 (International Botanical Congress) の命名部会によって、6年ごとの会議で改正される、植物の学名を決める際の唯一の国際的な規範である。同様の任にある国際動物命名規約、国際原核生物命名規約とあわせて、生物の学名の基準となっている。通例、改正された規約はその基となった国際植物学会議の開催地の名を冠して「○○規約」と呼ばれる（以下、本項目ではこの表現を用いる）。現在の最新版は2017年深圳会議の結果を受けた深圳規約（2018年）である。本規約が定めるのはあくまで学名の適切な用法であり、分類学的判断には一切関与しない。
メルボルン規約の前までは、国際植物命名規約（英: International Code of Botanical Nomenclature、ICBN）と呼ばれていた。現行の英語名称は大文字で書かれる部分とそうでない部分がある。小文字で書かれた "algae, fungi, and plants"（藻類、菌類、および植物）は、これらの用語が系統群の正式な名称ではないことを示しているが、これらの生物のグループは歴史的にこれらの名称で知られており、伝統的に植物学者、真菌学者、藻類学者によって研究されてきた。

## 制定までの歴史
今でこそ、ほとんどの生物に用いられている学名であるが、最初にこのシステム（二名法）を使ったスウェーデンの分類学者リンネ（大リンネ）が植物学者であったため、学名の起点は動物より植物の方が古い。
植物においては、命名規約制定当初は一部にリンネの Flora Lapponica（1735年）を起点にすべきだとの意見もあった。しかし現在認められているのは同じくリンネの Species plantarum（『植物の種』初版、1753年）であり、これが植物の命名法の起点の最古である。ほとんどの分類群においてこの書の発行を学名の起点としており、別書が起点に設定されている場合には全てこれ以降の出版である。一方で動物の学名の起点は、リンネの Systema Naturae 10th ed.（『自然の体系』第10版、1758年）とされているので、いずれにしても植物の起点は動物のそれに先立っている。
命名法の国際基準化における最初の試みは、1864年にブリュッセルの第1回植物学年会においてアルフォンス・ド・カンドルが国際規約の草案制作を委託されたことに端を発する。彼は亡き父、オーギュスタン・ド・カンドルが1813年に著した Théorie élémentarie de la Botanique（『植物学の基本理論』) などを参考に、その仕事を完遂した。
その成果は、3年後1867年にパリでフランス植物協会 (Société botanique de France) によって開催された、第4回植物学年会において "Lois de la nomenclature botanique"（"Lois"、「ド・カンドル法」、「パリ法」などとも略される）として公布された。これは国際的な植物命名規約としては世界初のものであった。ところが、イギリス、ドイツ、アメリカなどの国はこの規約を拒否する。そのため、形だけの国際基準に終わってしまった。
実質的な国際基準としての規約が完成するのは、1905年のウィーンにおける第2回国際植物学会議を待たねばならなかった。この会議上で採択され翌年発行された規則が、現在のものに直接つながる「国際植物命名規約」である。本規則は1867年のド・カンドル法を基本とするものであったが、この時にはイギリス・ドイツを初めとするほとんどの国がこれを受け入れた。一般的にはこれをもって国際命名規約の発行とみなされている。しかしながら、アメリカの学者は意見の相違からこのド・カンドル法を基とした国際規則に反発していた。ついには1904年に採択したアメリカ植物命名規約 (American Code of Botanical Nomenclature) を独自規約とし、ニューヨーク植物園とコロンビア大学の研究者が中心となって国際植物命名規約に反旗を翻す結果となった。以後、四半世紀に渡ってこの対立構造は続くこととなる。このアメリカの離反が解消されたのは、1930年のケンブリッジにおける第5回国際植物学会議においてであった。ここまでにおけるアメリカ植物命名規約の国際植物命名規則に対する差異の主な例は以下のようになる。
- 保存名もしくはそれに相当するものの規定がない。
- 記載にラテン語が必須でない。
- たった一つの模式標本によってタクソンを決定する。

この会議において、国際植物学会議はアメリカ派の主張を盛り込んだ改正を行った。すなわち、例での3番目の点である、「模式標本は単一の標本でなければならない」という条文が国際植物命名規則に加えられたのである。逆に言えば、それまでの国際植物命名規則は複数の標本を模式標本として認めており、むしろ現在の常識に反していたことになる。同時期にすでに模式標本を単一と決めていた動物分類学に対し、「個体」が明確でなく変異の幅も非常に大きい植物の場合、典型的な器官を網羅するためには複数標本もやむを得ないとの判断だったという見方もある。しかし、この点についてはアメリカ派の主張が正しかったというのが現在でも一般的な見解である。
この非常に重要な点での主張が受け入れられたことにより、ラテン語使用などの他の点を譲歩して、アメリカ派は独自規約から国際規約に移行することを承諾した。ここにいたって国際植物命名規則は真に「国際的な規約」となったのである。

## 改訂の沿革
現在4版までしかでていない動物命名規約に比して、上記のように定期的に開催される国際植物学会議ごとに改定されるため、植物命名規約は改訂版がはるかに多い。慣例として第○版という言い方はほとんどされないが、現行の深圳規約は版で言えば第16版となる。
- 1864年：第1回ブリュッセル年会 - 植物命名法の国際基準化（国際規約の制定）が諮られる。
- 1865年：第2回アムステルダム年会。
- 1966年：第3回ロンドン年会。
- 1867年：第4回パリ年会 - 同年ド・カンドル法発行。

- 1900年：第1回パリ会議（規約改定なし）。
- 1905年：第2回ウィーン会議 - 規則発行は同年（第2版：1912年)。
- 1910年：第3回ブリュッセル会議。
- 1926年：第4回イサカ会議（規約改定なし）。
- 1930年：第5回ケンブリッジ会議 - 規則発行は1935年。
- 1935年：第6回アムステルダム会議 - 規約発行は1947年[注釈 2]。
- 1950年：第7回ストックホルム会議 - 規約発行は1952年。
- 1954年：第8回パリ会議 - 規約発行は1956年。
- 1959年：第9回モントリオール会議 - 規約発行は1961年。
- 1964年：第10回エディンバラ会議 - 規約発行は1966年。
- 1969年：第11回シアトル会議 - 規約発行は1972年。
- 1975年：第12回レニングラード会議 - 規約発行は1978年。
- 1981年：第13回シドニー会議 - 規約発行は1983年。
- 1987年：第14回ベルリン会議 - 規約発行は1988年。
- 1993年：第15回東京会議 - 規約発行は1994年。
- 1999年：第16回セントルイス会議 - 規約発行は2000年。
- 2005年：第17回ウィーン会議 - 規約発行は2006年。
- 2011年：第18回メルボルン会議 - 規約発行は2012年。
- 2017年：第19回深圳会議 - 規約発行は2018年（印刷版：6月26日、電子版：6月27日）。

また、最近の規約についての簡単な説明を以下に記述する。
ベルリン規約（1988年）
1987年の第14回ベルリン会議を受けて発行 (ISBN 3-87429-278-9)。この規約において初めて植物命名規約の和訳が刊行される (ISBN 4-924876-01-1)。動物分類学では旧規約の萬国動物命名規約が出版された翌年（1906年）には早くも和訳が行われているのと対照的に、植物命名規約の和訳はこの規約の和訳が刊行された1992年まで存在しなかった。
東京規約（1994年）
1993年の第15回東京会議を受けて発行 (ISBN 3-87429-367-X)。和訳は大橋広好訳『国際植物命名規約』津村研究所、1997年 (ISBN 4-924876-03-8)。植物の「門」にも動物と同じく "phylum" の呼称が認められ、これまで言語指定がなかった化石植物の記載にも「英語またはラテン語」でなければならないという限定がなされた。その表紙の色から「紫規約」(purple Code) との通称がある。なお、実際の国際植物学会議は命名部会会議も含めて横浜で行われており、東京ではない。
セントルイス規約（2000年）
1999年の第16回セントルイス会議を受けて発行 (ISBN 3-904144-22-7)。和訳は日本植物分類学会国際植物命名規約邦訳委員会訳『国際植物命名規約』日本植物分類学会、2003年 (ISBN 4-9901867-0-2)。形態属という用語が廃止された代りに「形態分類群」という語になるなど、化石植物に関しての変更などが行われた。また、前回の東京会議でほぼ決定され、着々と進められてきた「学名の登録制度」が完全に白紙化された。編者は登録制度推進派であったため、表紙の色が黒であることを踏まえて、序文で「黒規約」(black Code) と自嘲気味に自称している。
ウィーン規約（2006年）
2005年の第17回ウィーン会議を受けて発行 (ISBN 3-906166-48-1)。和訳は日本植物分類学会国際植物命名規約邦訳委員会訳『国際植物命名規約』日本植物分類学会、2007年 (ISBN 978-4-9901867-1-5)。今回、国際植物命名規約が制定されて以来初めて、同じ都市で国際植物学会議命名部会会議が開かれたが、1906年版は「ウィーン規則（Vienna Rules）」と称したことから、2006年版は「ウィーン規約（Vienna Code）」とされた。
メルボルン規約（2012年）
2011年の第18回メルボルン会議を受けて発行(ISBN 978-3-87429-425-6)。和訳は日本植物分類学会国際命名規約邦訳委員会訳『国際藻類・菌類・植物命名規約』北隆館 、2014年 (ISBN 978-4-8326-0984-6)。紙媒体を用いない純然たる電子ジャーナルでの発表も有効となり、記載にラテン語が必須でなくなるなどの変更が加えられた。
深圳規約（2018年）
2017年の第19回深圳会議を受けて発行(ISBN 978-3-946583-16-5)。和訳は日本植物分類学会国際命名規約邦訳委員会訳『国際藻類・菌類・植物命名規約』北隆館 、2019年 (ISBN 978-4-8326-1052-1)。菌類に関する規定が独立した章(Chapter F)に分けられ、この部分については2018年の第11回国際菌学会で改訂が加えられている。

## 規約改正の手順
規約は、6年ごとに開催される国際植物学会議の命名法部会によって提出された決議案を、本会議において採択することによってのみ改正されうる。ただし菌類にのみ関わるChapter Fについては、国際植物学会議を国際菌学会と読み替えるなどの例外規定がある。以下では特記しない限り、前文、第I部、第II部、第III部（Chapter Fを除く）、用語集についての改正の手順について述べる。
規約改正の提案は誰にでもできる。国際植物学会議の期日のおおよそ3年前から2年間の間に、報告担当委員長および副委員長あてに提案を送り、それが国際植物分類学連合(IATP)の発行する学術誌Taxonに掲載されることで、正式に提案されたことになる。報告担当委員長と副委員長は、国際植物学会議のおよそ半年前に、提出された改正提案の大要をまとめ、意見を付し、また場合によってはIATPにおかれる常設命名法委員会の見解を加えて公刊する。そのうえで、1)IATPの個人会員、2)改正提案の提案者、3)常設命名法委員会の委員を有権者とする参考投票が行われ、その結果は常設命名法委員会の見解とともに命名法部会に提示され、提案に対する支持の強さを示す情報となる。
命名法部会では、規約の運用に加えて、規約の改正提案についての審議と議決を行う。国際植物会議の参加者のうち、命名法部会へ参加登録した者のみが命名法部会での委譲不可能な個人票を持つ。また植物分類学に関わる研究機関には1機関あたり1～7票が割り当てられており、命名法部会への参加登録者は書面による委任を受けて機関票を行使することができる（個人票と機関票を合わせて最大15票が限度）。なお機関票の制度は国際菌学会によるChapter Fの改正には適用されない。
- 参考投票で75%以上が反対した改正提案は、審議する動議があり5名以上の賛同がない限り、自動的に否決される。
- 単に例示や用語集のみに関わる改正提案は、審議する動議があり5名以上の賛同がない限り、自動的に常設命名法委員会の編集委員会に付議される。
- 参加者は5名以上の賛同を得て、予備投票を経ない新規の改正提案や、改正提案への変更提案を提出することができる。ただし、元々の提案者が賛同する変更提案についてはそれ以外の賛同者を必要としない。

命名法部会における改正提案への変更は50%の単純過半数を必要とし、改正提案の採択は60%の特定多数決による。国際植物会議の本会議で採択された規約は直ちに発効するが、その後常設命名法委員会の編集委員会によって編集され、なるべく早く冊子体あるいは電子版として公刊される。なおChapter Fに関する改正が国際菌学会で採択された場合、その内容は電子版に反映される。

## 先取権の原則の例外措置
先取権の原則は学名の有効性の確認には簡便で有益であるが、これを厳密に適用すると学名の安定性には不都合が生じる。すなわち、それまで広く一般に受け入れられていたよく知られる学名が、出自の怪しい学名によって覆されることもあり得るのである。このような事項はむしろ学名を使用する際の利便を失うとの考えから、命名規約には先取権の原則には制限や例外が盛り込まれている。
植物命名規約ではそのような場合に供えて、あらかじめ可能性のある学名について、保存するべき学名（保存名）、廃棄するべき学名（廃棄名）をリスト化しておくことで対処している。たとえば、新参異名であることが判明したとしても、保存名リストに載っていれば引き続きその種の学名として使用できるのである。このリストは不変ではないが、変更には常設命名法委員会の全体委員会の承認が必要となる。
また規約では、特定の著書に記される学名をその著者によって「認可されている」と定義している。認可名と呼ばれるこれらの名前は、保存名と同じように扱われる。ただし、保存と廃棄は認可に対して優先される。

## 他の命名規約との関連
植物・原核生物・動物それぞれの命名規約は互いに独立しており、学名の規定に関する細部は規約ごとに異なる。これらを総括する規約は現在のところ存在しない。ただし、これらを統一して "Bio Code" や "bionomenclature" と呼ばれるものを制定しようという運動はあり、試案も作成されたことがある。そのための歩み寄りも各分野で少しずつ行われており、植物では門の名称への phylum の認可、（僅差で否決されたものの）種小名は人名由来であろうと必ず小文字からはじめる、などの提案がそれに当たる。しかしながら、その統一への道のりは果てしなく遠い。ただ、規約の規定機関については、植物には国際生物科学連合 (International Union of Biological Sciences, IUBS) への移管が視野におかれた条項の規定がすでになされている。
このような状況のため、同じ規約の下なら禁則とある同名（Homonymum）が、別の規約下で共存している例は稀でない。例えば Oenanthe 属は植物ではセリ科のセリ属、動物ではヒタキ科のサバクヒタキ属を指す。一応、現在では他の規約で既に発表された名前は命名を控えるべきと勧告されている。
植物命名規約と動物命名規約の規約上の差異の例については藻類・菌類・植物命名規約と動物命名規約のおもな相違点を参照。

## 用語
国際植物命名規約で使用されている、学名についての用語をいくつか解説と共に挙げる。略号は語句の対応する規約の条項を示す。また、動物命名規約で相当する語句の呼称が異なるものについては並記しておいた。以下の解説に現れる「同タイプ異名」「二次同名」など、異名・同名の種類とその説明については各リンク先を参照のこと。
- (ICBN 1.23. )：国際植物命名規約セントルイス規約・第1.23条

正名 (correct name)
そのタクソンに対して唯一正しいと考えられる学名。もちろん人によって何を正名とするかの見解が異なることは多い。合法名の中から後続異タイプ異名 (later heterotypic synonym) や後続二次同名 (later secondary homonym) などを除いて選択される。動物命名規約での「有効名」 (valid name) に相当する (ICBN I.IV.)。
合法名 (legitimate name)
正式発表された学名のうち、非合法でないもの。動物命名規約での「潜在的な有効名」 (potentially valid name) に相当する。ある人にとっての「正名」は別の人にとってはただの合法名に過ぎないこともある (ICBN 6.5.)。
非合法名 (illegitimate name)
正式発表された学名のうち、以下のようなもので、保存名や認可名に指定されていないものを指す。動物命名規約での「客観的無効名」 (objective invalid name) に相当する (ICBN 6.4.)。
- 後続同タイプ異名 (later homotypic synonym) であると判明したもの。
- 後続一次同名 (later primary homonym) であると判明したもの。
- また、それらに基づいて作られた科・亜科などの階級群名。

正式発表された学名 (validly published name)
有効発表された学名が以下のような条件を満たすことをいう。動物命名規約での「適格名」 (available name) に相当する (ICBN 32.-45.)。
- 起点日時以降に有効に発表されている。
- 各分類階級の守るべき書式（アルファベット強制使用、共通語尾など）を守っている。
- 適切な記載文・判別文を伴っている。
- その他の細目（記載の言語、模式標本の指定等）を満たしている (ICBN 33.-45.,61.)。

有効発表された学名 (effective published name)
本規約においては、公共性を持った適切な媒体に発表されている学名を指す。ただし、有効ではあっても正式に発表されない限り本規約では取り扱われない (ICBN 29.-31.)。